# Pristurus celerrimus
Pristurus celerrimus är en ödleart som beskrevs av  Arnold 1977. Pristurus celerrimus ingår i släktet Pristurus och familjen geckoödlor. IUCN kategoriserar arten globalt som livskraftig. Inga underarter finns listade i Catalogue of Life.